# The Epoch Times
The Epoch Times – skrajnie prawicowa gazeta i spółka medialna związana z ruchem religijnym Falun Gong. Gazeta, z siedzibą w Nowym Jorku, jest częścią konglomeratu Epoch Media Group, który zarządza także New Tang Dynasty TV. Publikacja prowadzi strony w 35 krajach, w tym w Republice Chińskiej, jednakże jest zablokowana w Chińskiej Republice Ludowej.
„The Epoch Times” otwarcie sprzeciwia się Komunistycznej Partii Chin, promuje stronnictwa skrajnie prawicowe w Europie i wspierało prezydenta Stanów Zjednoczonych Donalda Trumpa – reportaż NBC News z 2019 roku wskazał wydawnictwo jako największego, po sztabie wyborczym kandydata Republikanów, sponsora promocji Trumpa na Facebooku. Strony internetowe i kanały YouTube podległe Epoch Media Group szerzyły teorie spiskowe nt. QAnon oraz dezinformację na temat szczepionek oraz domniemanych nieprawidłowości w wyborach z 2020 roku.
Anglojęzyczna Wikipedia uznaje „The Epoch Times” za niewiarygodne źródło informacji, edytorzy nazwali je „źródłem często publikującym teorie spiskowe”.